# Naučná stezka Zákupy

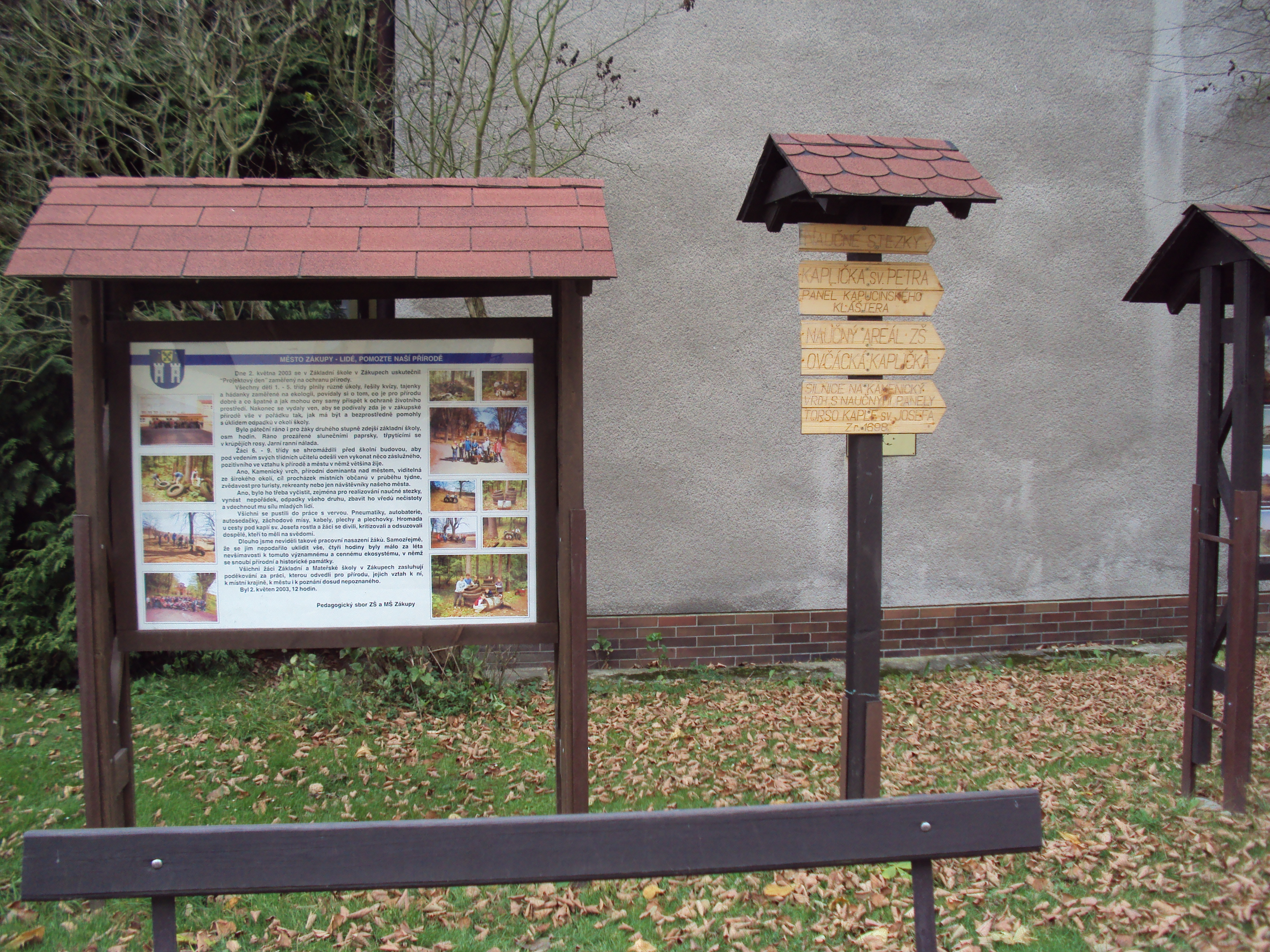
Stezka začíná u základní školy

Naučná stezka Zákupy, či též užívaný název Lesnická naučná stezka, je vyznačená turistická trasa ze Zákup do přilehlých lesů, určená pro pěší turistiku. Je zaměřená na lesnictví, na někdejší působení Vyšší lesnické školy v Nových Zákupech, a zároveň připomíná historii města, připojených částí i zajímavého okolí. Po dokončení má několik částí v podobě odboček. Stezka se rozprostírá v lesích okolo města. Její délka je asi 4 – 5 km nebo 14 – 15 km.

## Historie budování stezky
Budování stezky započalo město z iniciativy správce městských lesů Josefa Jirotky a učitele zákupské školy Mgr. Jiřího Jecha v roce 2004. Při Zákupských slavnostech v září 2005 byla první část slavnostně otevřena. Každým rokem byla stezka prodlužována a doplňována dalšími panely. Financování bylo prováděno přes městský rozpočet z výtěžku hospodaření v městských lesích. V roce 2019 byla část naučné stezky rekonstruována.

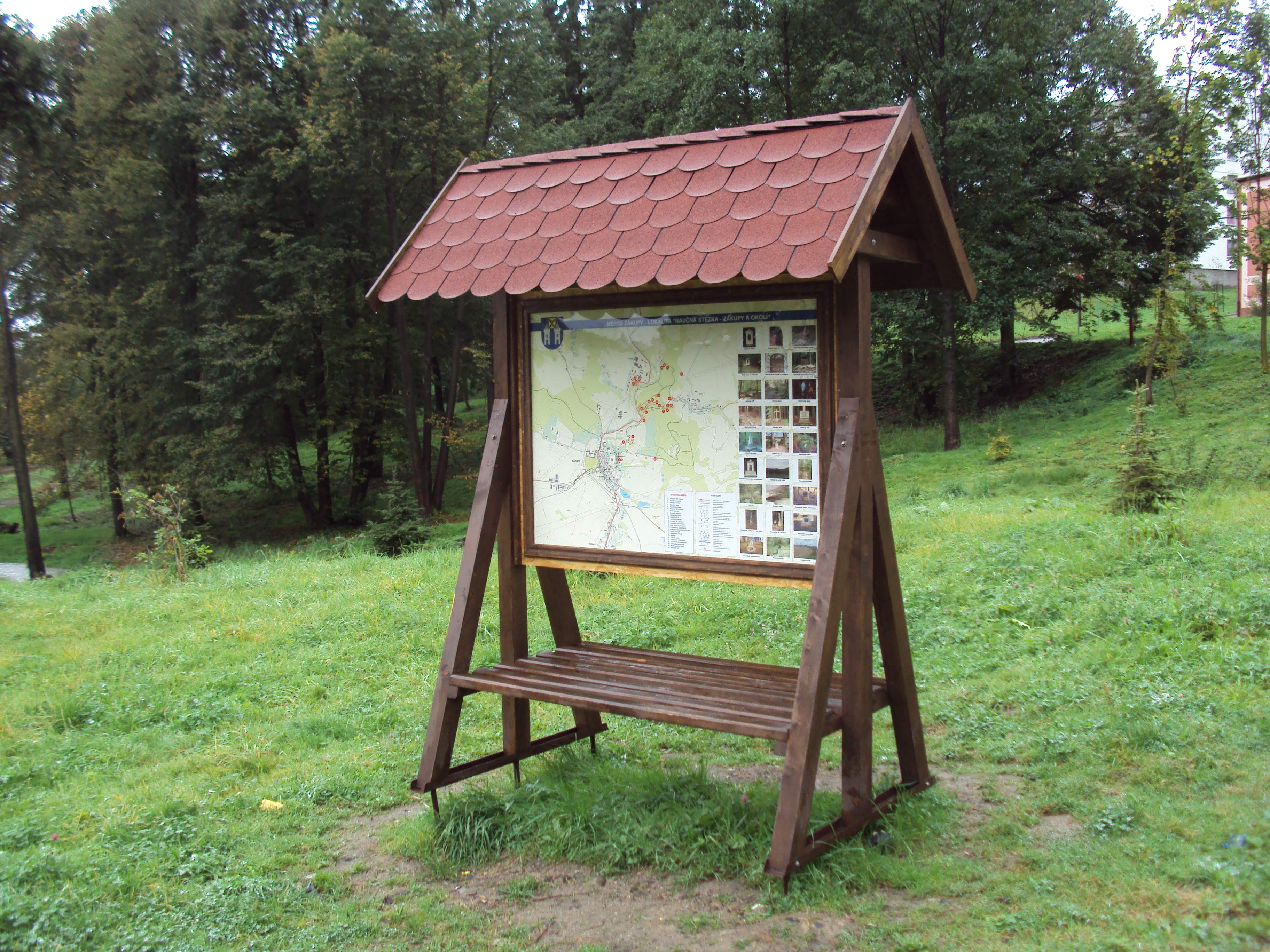
Panel o stezce v Nových Zákupech

## Stav v roce 2012
Je ukončen jeden okruh v délce 3 km a vytvořena tři ramena dosud nedokončených, připravovaných tras. Stezka je vybavena několika desítkami dřevěných rozcestníků, velkých informačních tabulí a je na několika místech upravena povalovými chodníčky. Na trase je mnoho drobných sakrálních památek (křížky, kaple), některé sem byly po renovaci převezeny z blízkého okolí. Informační tabule obsahují velké množství textů o městu, krajině, osobnostech spojených s lesem, fotografií a fotokopií různých archivních dokumentů (např. seznamy učitelů lesnické školy)
Značení stezky není napojeno na pásové značení Klubu českých turistů, ani jej nijak nevyužívá. Tabule nejsou očíslovány. Nejbližší trasa KČT je zelená od vlakového nádraží kolem zákupského zámku do Svojkova, na ní je několik naučných tabulí v samotném městě (např. u zámku Zákupy), které na existenci stezky upozorňují. Souběžně však nevedou. Na mapách KČT vydaných po roce 2008 naučná stezka zakreslená zčásti je.
Stav tabulí na odlehlejších místech negativně ovlivňuje vandalismus.
Ve městě je umístěno několik tabulí upozorňujících na stezku i v místech, kudy trasa nevede. Např. u kulturního domu, u Zákupského zámku, v Nových Zákupech na okraji tamního arboreta.

## Popis hotového okruhu
Rozmanité, velmi navštěvované je údolí Kamenického potoka při silničce ze Zákup do Kamenice s mnoha prameny, sevřené okolními kopci. Okruh začíná u Pramenu Tří svatých, pokračuje proti proudu Kamenického potoka kolem dalších pramenů vody (Dívčí pramen, Jakubův pramen) až na počátek k Zákupům připojené obce Kamenice, kde potok opouští směrem doleva. Odtud podél hřbitova cestou lehce vzhůru severním směrem na návrší nad Novými Zákupy, k Mohyle osobností. Zde je odbočka směrem k Velenicím. Okruh se však stáčí opět doleva a klesá k křižovatce silnic od Zákup na Kamenici, resp. na Nové Zákupy. Nad tímto křížením je dvojice pomníků – lesnického školství a Jiřího Židlického. Od nich se stáčí vlevo k kapličce u svatého Huberta, překračuje úzkou silnici a vrací se tak k výchozímu bodu.

## Popis odboček
- Začátek stezky je podle cedulí u základní školy. Po 300 metrech je možné volit dvě trasy. 
  - Jedna vede k říčce Svitavce a Kamenickému potoku, kde se napojuje na popisovaný okruh. Cestou míjíe několik drobných sakrálních památek.
  - Druhá vede vzhůru silničkou na Kamenický kopec po cestě ke kapli sv. Josefa
- Odbočka na Velenice – z okruhu u Mohyly osobností doprava po návrší s pěkným výhledem na kopce Zákupské pahorkatiny a Lužické hory, klesá k zarostlým částem Svitavky na místa, kde bylo ležení sovětské posádky do roku 1990. Poblíž jsou znatelné stopy jejich staveb a také zamokřené části lužních porostů i malá zavodněná jeskyně, tzv. Jezírko. Z této odbočky jsou vyznačeny další možná odbočení ke Kamenici, Novým Zákupům a Velenickému kopci.

## Zajímavé části na trase

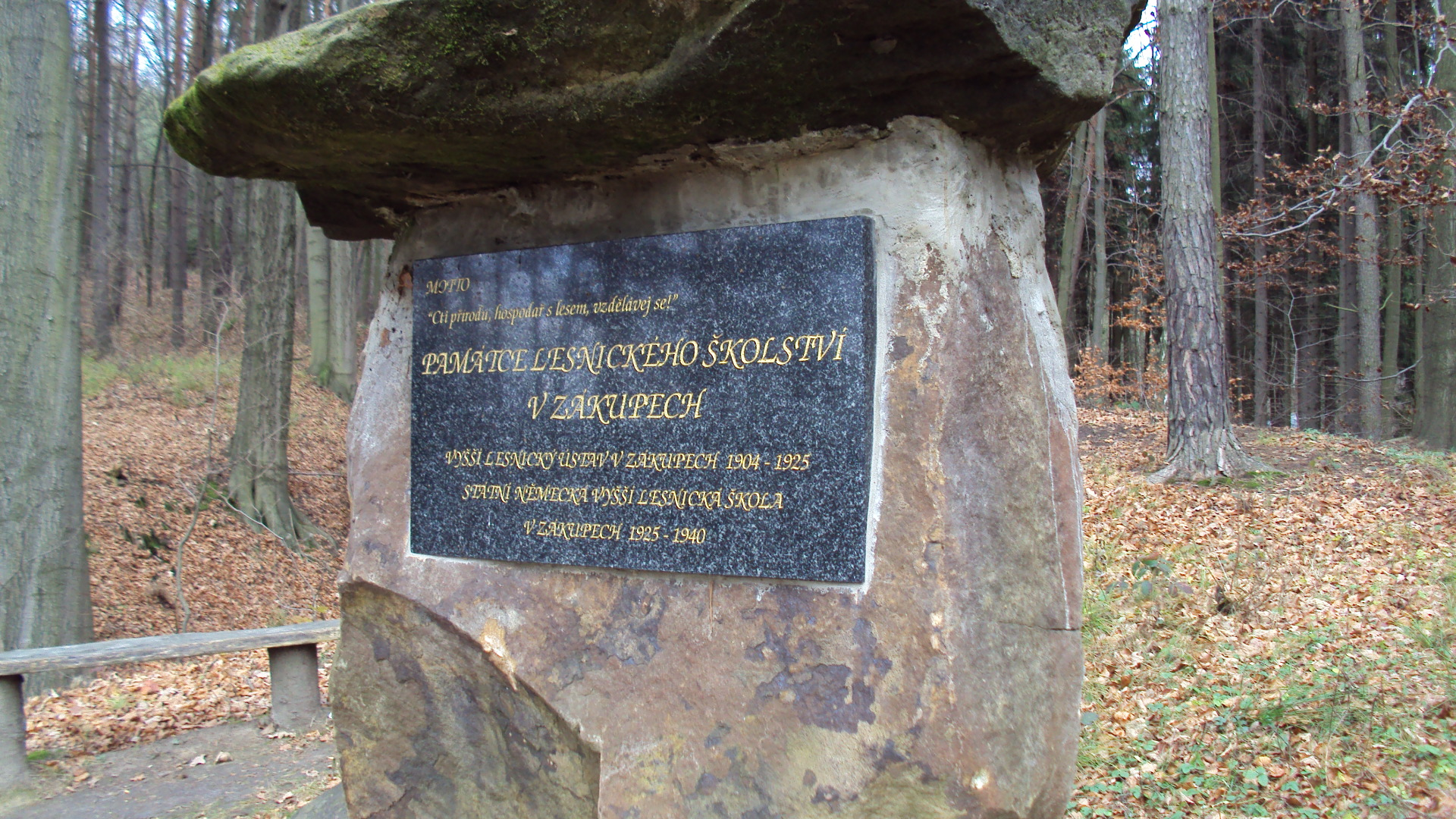
Památník lesnického školství

### Mohyly a pomníky
Mohyly byly nově vybudovány na počest osobností, spojených s lesnictvím a zejména s někdejší lesnickou školou, která v Nových Zákupech fungovala v letech 1904–1940

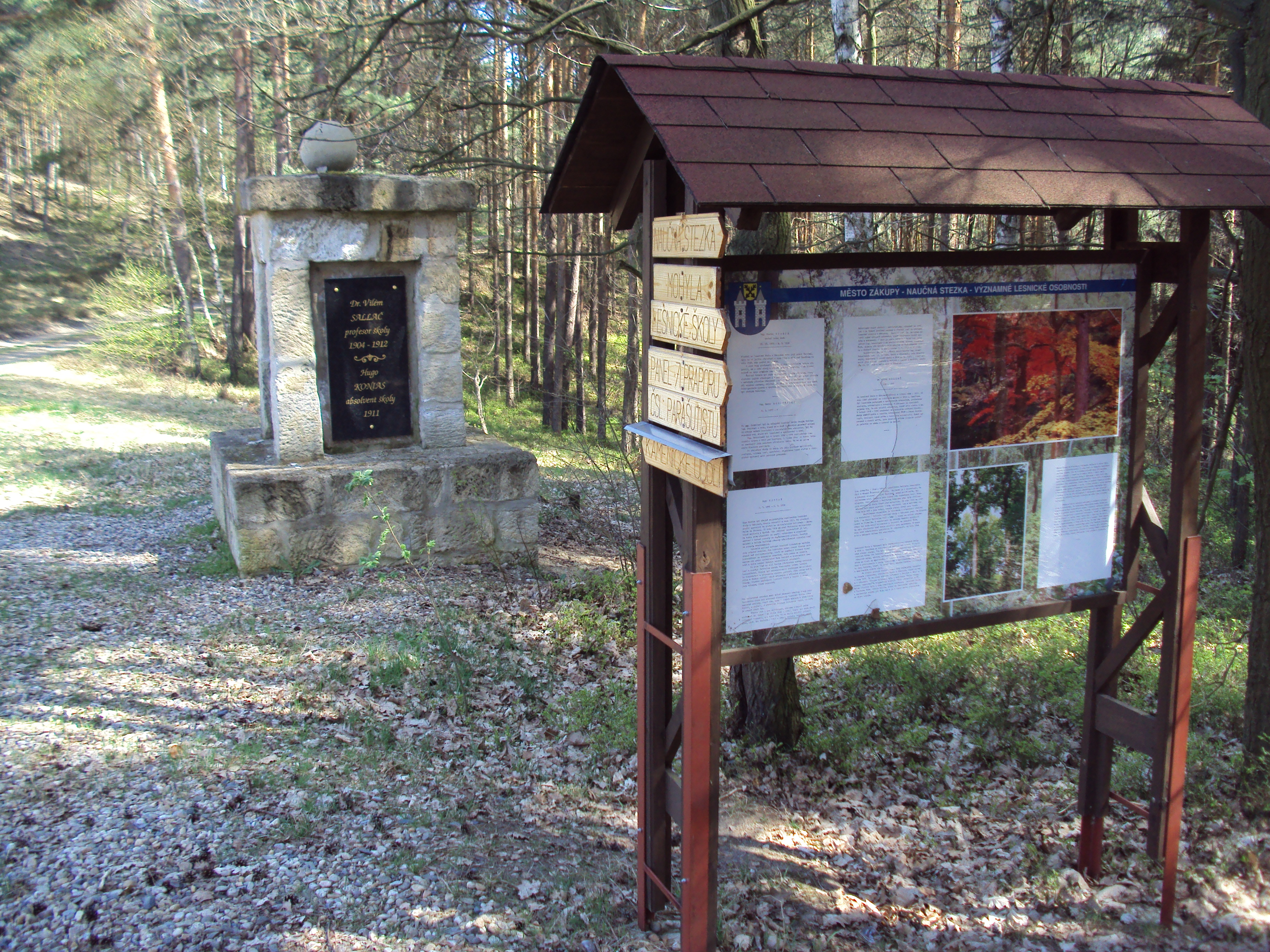
Mohyla osobností

- Památník lesnických osobností
- Mohyla osobností

### Prameny
V údolí Kamenického potoka, který teče z Kamenice k Zákupům, kde se vlévá do říčky Svitavka, je několik pramenů napájených z masivu Kamenického kopce. K pramenům se vážou různé pověsti a jsou oblíbeným zdrojem vody. Řada z nich získala svá pojmenování před desítkami let. Dnes jsou popsány i s pověstmi na přilehlých tabulích.
- Dívčí pramen (Ženský)
- Svatojakubský pramen (Jakubův)
- Pramen Tří svatých (Tří svatých)

Upravené údolí této části naučné stezky využila v červenci 2012 Česká televize pro natáčení třetího dílu svého seriálu o pramenech a rozhlednách, který je vysílán na ČT 2.

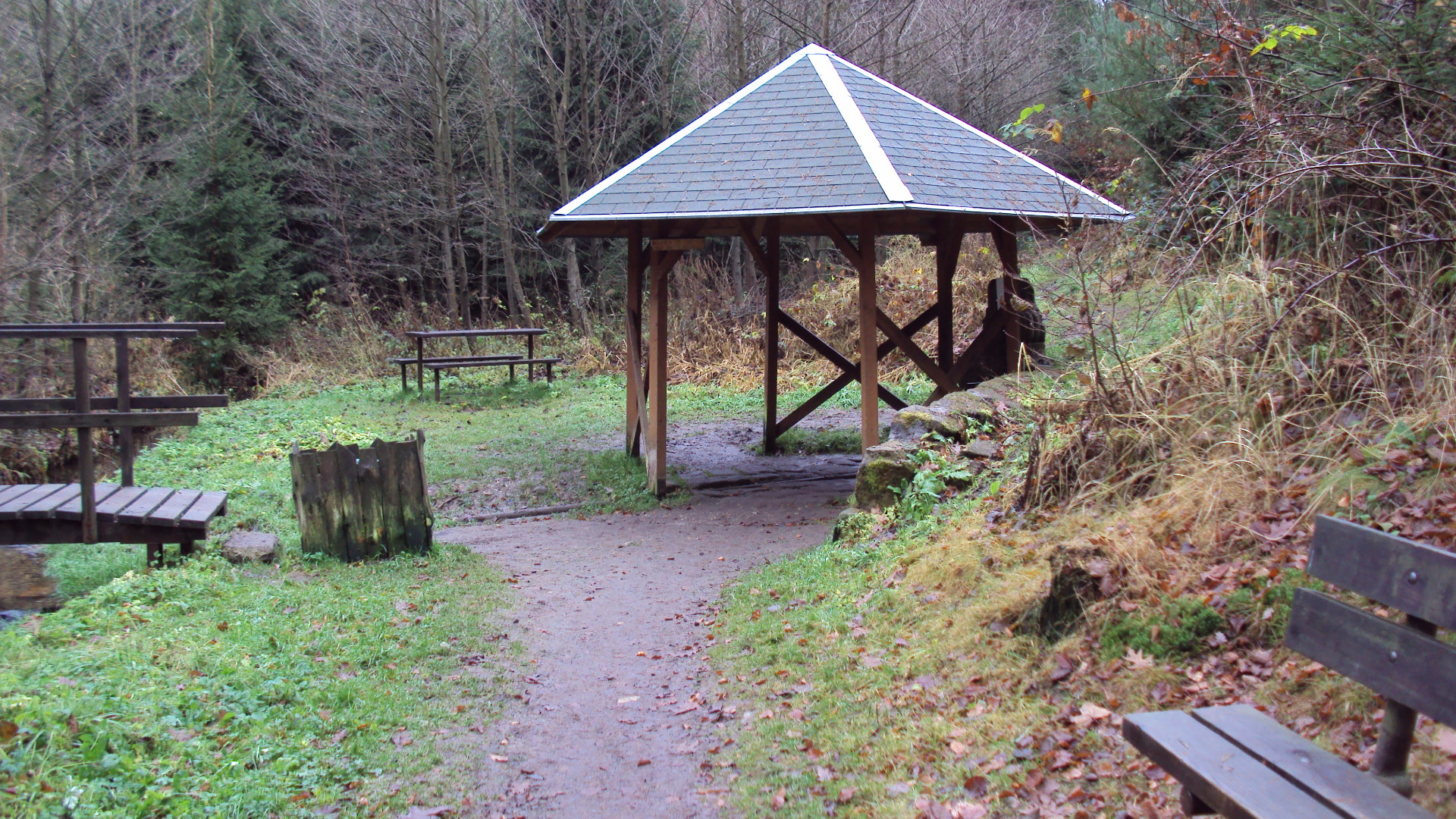
Pramen Tří svatých